# Perro Aguayo
Pedro Aguayo Damián (Nochistlán, Zacatecas, 18 de enero de 1946 - Tala, Jalisco, 3 de julio de 2019) más conocido como El Perro Aguayo o El Can de Nochistlán fue un famoso luchador mexicano de los años 70 a 90. Fue el primer luchador en coronarse Campeón Mundial de Peso Semipesado de la WWF. Era el padre del luchador de la AAA Perro Aguayo Jr., fallecido en 2015.

## Biografía
Pedro "Perro" Aguayo nacido en Nochistlán, Zacatecas, en el seno de una familia humilde de campesinos. Sus padres fueron José Santana Aguayo y Gabina Damián Puentes, quienes tuvieron dieciséis hijos. Al poco tiempo, su familia se estableció en Tala, Jalisco. Posteriormente, por carencias económicas él se vio obligado a emigrar a Guadalajara.
Desde muy joven trabajó en una panadería que se llamaba "La Puerta del Sol", después fue zapatero y futbolista, así como boxeador. A la edad de 16 años la necesidad lo llevó a iniciarse dentro de la lucha libre, al ser invitado por Apolo Romano a un entrenamiento.
Lágrimas, sudor, sangre y lesiones, así como muchas humillaciones, le costaron al Perro Aguayo ganarse un lugar dentro de este difícil deporte. Luego de mucho entrenamiento bajo la supervisión del maestro Cuauhtémoc "Diablo" Velasco, Aguayo debutó el 10 de mayo de 1970 en Sayula, Jalisco, al lado del Indio Jerónimo contra Alfonso Dantés y Red Terror. Su atuendo se componía simplemente de un calzón negro, un chaleco y botas a juego, fabricadas por su padre y simulando ser de pelo de perro, que sería su indumentaria clásica. Desde su debut, empezó a fraguar una carrera llena de rudezas y sangrientas hazañas sobre el enlonado.
Si bien el Perro Aguayo hacía uso de muchas llaves en los combates, su firma fue la "Lanza Zacatecana" ("Zacatecan double diving foot stomp"), movimiento en el cual saltaba sobre el contrario tirado en la lona, cayendo de pie sobre su pecho. También hizo suyo el movimiento llamado "La Silla", en el cual saltaba sobre el contrario y caía en su cuello, como si estuviera sentándose.
En una época en la que la lucha extrema no aparecía en el panorama, el Perro Aguayo fue precursor de un estilo imbatible que lo llevó a sostener duelos encarnizados con rivales del tamaño del Villano III, El Faraón, El Solitario, Fishman, Sangre Chicana y los Hermanos Dinamita.
Fue parte vital de la lucha libre independiente que hizo vibrar el extinto Toreo de Cuatro Caminos, donde lo mismo enfrentó a los Villanos, que a Canek y al japonés Gran Hamada.
Como parte de la Empresa Mexicana de Lucha Libre (actualmente Consejo Mundial de Lucha Libre, CMLL), en marzo de 1991, la Arena México fue testigo de una batalla épica en la que desenmascaró al poderoso luchador cubano Konnan.
Diez años más tarde, el menor de la familia Reyes, Universo 2000, lo obligó a jugarse la cabellera en la Arena México, cita a la que "El Can" (como también era conocido Aguayo) llegó mermado y fue castigado con un "Martinete" que lo mandó al retiro. No obstante, aliado a su vástago, El Can mayor regresó por la revancha cuatro años después para terminar con los rizos de Cien Caras y Máscara Año 2000, hermanos de su verdugo. Otros de sus trofeos importantes fueron las máscaras de Stuka y Máscara Año 2000, conseguidas en la Plaza Monumental de Monterrey y la Plaza México, respectivamente.

## Muerte
Aguayo falleció el 3 de julio de 2019, a los 73 años de edad, por causa de un infarto. Su muerte ocurrió cuatro años después de la partida de su hijo, quien sucumbió durante una lucha en la ciudad de Tijuana el 21 de marzo de 2015.

## Grandes combates

### El Santo
Fue uno de los luchadores que más se involucró en conseguir su máscara. "El enmascarado de plata" derrotó a todos sus retadores, y "El Perro" no fue la excepción. Sin embargo, su enfrentamiento tuvo un sabor especial por la forma en la que se enfrentaron. Pocas veces se vio al Santo con su máscara ensangrentada, pero "El Can" logró llevarlo a esos extremos. A pesar de esto, nunca pudo derrotarlo.

### Sangre Chicana
La popularidad de Pedro Aguayo creció debido a sus combates y títulos conseguidos. Fue entonces cuando protagonizó una fuerte rivalidad contra Sangre Chicana en la década de los 80. En uno de los combates históricos del Toreo de Cuatro Caminos fue el duelo de apuestas de “Cabellera vs Cabellera”. La lucha fue de estilo salvaje y ambos terminaron ensangrentados. Al final, “El Perro” Aguayo logró el triunfo siendo rapado Sangre Chicana.

### Konnan
A principios de los años 90, en la Arena México, “El Perro” Aguayo llevó a los aficionados al filo de la butaca gracias a su enfrentamiento con Konnan en una lucha de apuestas, máscara vs cabellera. Este duelo será recordado gracias al referí Gran Davis, uno de los más polémicos en la historia del pancracio nacional, quien descalificó al cubano y le dio el triunfo al “Can” de Nochistlán. Al final, la máscara de Konnan se quedó en sus vitrinas.

### Máscara Año 2000
El 30 de abril de 1993 se celebró el primer Triplemanía, la cual se realizó en la Plaza de Toros. En un marco inmejorable, “El Perro” Aguayo culminó su rivalidad con el Máscara Año 2000. El desarrollo del combate fue caracterizado por la cantidad de golpes y sangre que hubo. Al final, una distracción del réferi provocó que Pedro Aguayo se aprovechara para faulear al Macho de Lagos y quedarse con la victoria y con su máscara. Esta rivalidad se extendió incluso con el Hijo del Perro Aguayo.

### Fishman
Esta rivalidad fue una de las que marcó la historia de la carrera de ambos luchadores. Aguayo lo retó para conseguir su máscara, pero nunca logró conseguirla. Su afán por tener su “tapa” hizo que sus combates fueran de gran intensidad. Pero Fishman le resultó un rival complicado que también lo hizo sufrir en el cuadrilátero en varias ocasiones en que se enfrentaron.

## El retiro
Pedro Aguayo anunció su retiro en marzo de 2001. El 30 de marzo de 2001 se llevaba a cabo la función de despedida del ídolo de Zacatecas, llamada “El Juicio Final” donde lucharía para terminar su carrera contra Universo 2000 en un combate máscara vs. cabellera. Tras tres caídas, Pedro "Perro" Aguayo se despedía de la afición perdiendo su melena, siendo rapado en el ring.

## Aguayo en el cine
El afamado "Perro Aguayo", no podía escaparse de la magia del cine, aunque no se introdujo totalmente a las filmaciones como El Santo y Blue Demon. El can de Nochistlán participó en un par de películas como los “Justicieros” y el “Ángel del Silencio” que se realizó con el primer actor Rogelio Guerra, en esta cinta el Perro era quien mataba al personaje principal. Otras películas en las que actuó son: "Salvando al soldado Pérez", "Soba" y "Superzam el invencible".
En programas de televisión también participó este personaje, siendo entrevistado por Ricardo Rocha, Guillermo Ochoa, la periodista Cristina Pacheco quien ha seguido paso por paso la carrera del zacatecano entre otros.

## Legado
En la década de los 90 del siglo XX, Pedro "Perro" Aguayo fundó junto con Konnan y Cien Caras la AAA (Asistencia Asesoría y Administración), facción que aglutinaría a muchos luchadores tanto rudos como técnicos hasta la fecha. Este equipo probaría ser uno de los más taquilleros de estas épocas. Estuvo con la AAA hasta el año 2000.
Su hijo continuó con la tradición, adoptando el nombre de "El Hijo del Perro Aguayo", o bien, como "Perro Aguayo Jr".  Perro Jr. luchó en la AAA (donde debutó) y en CMLL, y también fundó su propia empresa, "Los Perros del Mal", que estableció un convenio de intercambio de talentos con AAA.
En el evento Triplemania XX, Perro Aguayo fue nombrado miembro del Salón de la Fama AAA, Generación 2012.

## Movimientos finales
- La Lanza (Zacatecan double diving foot stomp)
- La Silla (flying chair from apron to ringside)

## Campeonatos y logros
- Asistencia Asesoría y Administración
  - Campeonato de Campeón de Campeones de la AAA (1 vez)
  - IWC World Heavyweight Championship (1 vez)[2][3]
  - Mexican National Heavyweight Championship (1 vez)[4]
  - Mexican National Middleweight Championship (1 vez)[5]
  - Mexican National Tag Team Championship (2 veces) - con Perro Aguayo, Jr.[6]
  - Rey de Reyes: 1998
  - Salón de la Fama AAA (2012)[7]

- Empresa Mexicana de Lucha Libre
  - NWA World Middleweight Championship (3 veces)1[8][9]
  - Occidente Middleweight Championship (1 vez)

- Newborn UWF
  - WWF Intercontinental Tag Team Championship (1 vez) - with Gran Hamada

- Universal Wrestling Association
  - UWA World Heavyweight Championship (1 vez)[10]
  - UWA World Lightweight Championship (1 vez)
  - UWA World Light Heavyweight Championship (1 vez)[11][12]
  - UWA World Junior Light Heavyweight Championship (2 veces)[13][14]
  - UWA World Tag Team Championship (1 vez) - con Gran Hamada[15][16]
  - WWF Light Heavyweight Championship (7 veces)2[17][18]

- World Wrestling Association
  - WWA World Heavyweight Championship (3 veces)[19]
  - WWA World Light Heavyweight Championship (2 veces)

- World Wrestling Council
  - WWC World Junior Heavyweight Championship (1 vez)[20][21]

- Pro Wrestling Illustrated
  - PWI ranked him # 38 of the 500 best singles wrestlers during the "PWI Years" in 2003.

- Wrestling Observer Newsletter awards
  - Best Babyface (1995)
  - Wrestling Observer Newsletter Hall of Fame (1996)

### Máscaras ganadas
- El Diablo Rojo
- El Desertor
- The Black Power I y II
- Rangers de Texas
- Konnan (1990, Arena México)
- Stuka (1991, Monumental Monterrey)(Triangular que incluyó al Hijo del Santo)
- Máscara Año 2000 (1992, Plaza de Toros México)

## Cabelleras ganadas
Perro Aguayo tiene más de 100 cabelleras ganadas. A continuación se exponen las más sobresalientes.
- Luis “Tigre” Mariscal (24 de diciembre de 1972 en Guadalajara)
- Karloff Lagarde (8 de junio de 1974, Tijuana)
- Ringo Mendoza (25 de mayo de 1975, Arena México)
- Tony Salazar (17 de septiembre de 1982, Arena México)
- Negro Navarro (27 de mayo de 1983, Tijuana)
- El Texano (15 de julio de 1983, Tijuana)
- Faraón (noviembre de 1986, Monterrey)
- Sangre Chicana (15 de febrero de 1987, Edo. De Méx.)
- Scorpio Sr. (agosto de 1987, Edo. de Méx)
- Babe Face (6 de diciembre de 1987, Pista Revolución)
- Gran Markus Sr. (abril de 1988, Monterrey)
- Ultraman (16 de julio de 1988, DF)
- El Indómito (mayo de 1989, Toreo de Cuatro Caminos)
- Coloso Colossetti (julio de 1991, Monterrey)
- El Cobarde (7 de marzo de 1999)
- Bestia Salvaje (enero de 2000, Arena México)
- Cien Caras (15 de diciembre de 2000, Arena México)
- Máscara Año 2000 (enero de 2001, Tijuana)